# スティーブ・パールマン
スティーブ・パールマン（Stephen G Perlman） は、米国の起業家・発明家。マルチメディア・コミュニケーションのテクノロジー分野で80を超える特許を取得している。出身はコロンビア大学。。
パールマンはカタパルト・エンターテインメント社の共同設立者として同社のCTOをつとめた。カタパルト社はセガサターンと任天堂のスーパーNES専用モデム『XBAND』を開発し、オンラインゲームによるコンシューマーの対戦サービスを可能にした。
1995年、パールマンはWebTV社を設立し、社長兼CEOに着任。家庭用TV受像機にインターネット、デジタルテレビ、デジタルビデオレコーディング、ゲームの機能を融合させる安価なセットトップボックスを開発し、ソニー、フィリップス、パナソニック、三菱電機、サムスン、富士通、セガなどのハードウェアライセンシーを通じ、家電量販店などのコンシューマーチャネルで販売を開始した。WebTV社は創立後20ヶ月でマイクロソフト社に5億ドルを超える金額で買収され、現在はMSNTVとしてサービスが提供されている。
1999年、パールマンはWebTV社を離れ、メディアとエンターテイメントテクノロジーのインキュベーター企業であるRearden Steel（リアーデン・スティール）社（Rearden LLC）を設立。
2000年、リアーデン社はMoxi Digital社を設立。デジタルビデオレコーダー、DVD プレーヤー、デジタルミュージックジュークボックス、TV受像セットトップボックスを融合した製品を開発・提供した。2002年、Moxi社はマイクロソフト社の創立者ポール・アレンの興した会社Digeo社と統合された。
2004年、リアーデン社はMOVA社を設立（現在、OnLive社の子会社）。西海岸サンフランシスコに本拠を置くモーションキャプチャサービスの運営を開始し、スティーブ・パールマンが社長に就任した。2006年、パールマンはMOVA社の新システムContour System（コントゥール・キャプチャー・システム）を発表。デジタルフィルム用の３Ｄカメラシステムで、微細なトポロジー・サーフェスデータやテクスチャーをポストプロダクションで操作できる新技術。ブラッド・ピット主演映画『ベンジャミン・バトン 数奇な人生』では、老化したブラッド・ピットの顔だけを切り取り、別の役者の胴体と繋ぎ合わせる編集にこの技術が使用され、画面を見ただけでは合成とは全く判らないほどの精巧な映像化を実現した。
2007年、リアーデン社はOnLive社を設立。2009年、OnLiveオンデマンドゲームサービスとTV受像機用MicroConsoleアダプターを発表。パールマンが社長兼CEOに就任した。

## External links
- Biography of Steve Perlman at Rearden.com（リアーデン社：スティーブ・パールマン経歴）
- New York Times: Camera System Creates Sophisticated 3-D Effects, article（ニューヨークタイムズ紙：新カメラシステムが創る高度な3Dエフェクト）（ニューヨークタイムズ紙：新カメラシステムが創る高度な3Dエフェクト）
- Wall Street Journal: Digital Replicas May Change Face of Films, article（ウォールストリートジャーナル紙：デジタルレプリカが映画の“顔”を変える（ウォールストリートジャーナル紙：デジタルレプリカが映画の“顔”を変える）
- IEEE profile of Steve Perlman（IEEE：スティーブ・パールマンのプロフィール）
- PC Magazine profile of Steve Perlman（PCマガジン誌：スティーブ・パールマンのプロフィール）